# لیام چیلرز
لیام چیلرز (انگلیسی: Liam Chilvers؛ زادهٔ ۶ نوامبر ۱۹۸۱) بازیکن فوتبال اهل بریتانیا است.
از باشگاه‌هایی که در آن بازی کرده‌است می‌توان به باشگاه فوتبال پرستون نورث اند، باشگاه فوتبال کولچستر یونایتد، باشگاه فوتبال نوتس کانتی، باشگاه فوتبال هاید، باشگاه فوتبال آرسنال، باشگاه فوتبال نورث‌همپتون تاون، باشگاه فوتبال تلفورد یونایتد، و باشگاه فوتبال پورت ویل اشاره کرد.